# FC Ashdod
FC Ashdod este un club de fotbal israelian din Ashdod. Numele său Moadon Sport Ashdod (Clubul sportiv Ashdod) e mai puțin obișnuit în Israel, unde majoritatea cluburilor sportive sunt Hapoel, Maccabi, Beitar, etc.). El provine din unirea în anul 1999 a două cluburi rivale din acelaș oraș: Hapoel Ashdod și Maccabi Ironi Ashdod, (fondat în 1961) fiind finanțat în mare parte de primăria Ashdod.  
Grupul participă la prima divizie de fotbal începând din anul 1999.